# Festival Internacional del Humor 1994
Festival Internacional del Humor 1994 es la undécima edición del Festival Internacional del Humor emitido por Caracol Televisión, presentados por Alfonso Lizarazo y María José Barraza

## Sinopsis
Artistas invitados de varios países dan una muestra de su talento, en diferentes números artísticos que pueden ser de humor, magia, imitación y baile.

## Invitados
- The Quidlers
- José Luis Gioia
- Raúl Vale
- Carlos Donoso
- Hillel "El Hombre Globo"
- Alejandro García "Virulo"
- Julio Sabala
- Carlos Álvarez Loayza
- All Carthy
- Mac Phamtom
- Juan Tamariz
- Carlos Saravia Maynez
- El Moreno Michael
- Los Marinillos
- Enrique Colavizza